# Про раков
«Про раков» (2003) — короткометражный мультипликационный фильм Валентина Ольшванга по легенде, записанной этнографом Дмитрием Зелениным.

## Сюжет
Змей с крыльями и человеческим лицом похищает девушку перед свадьбой. Девушка живёт во дворце Змея и рожает ему двоих детей. Мать девушки убивает Змея мечом. Девушка превращает детей в рака и птицу и сама превращается в птицу.

## Съёмочная группа
- Производство: Свердловская студия анимации «А-фильм»
- Режиссёр и сценарист: В. Ольшванг
- Операторы: З. Киреева, В. Сумин
- Композитор:	Д. Борисов
- Роли озвучивали: Т. Зурова, К. Устюжанинова, Е. Грачёва

## Награды
- 2003 — Гран-при Международного фестиваля анимационных фильмов «КРОК»[1]
- 2004 — приз жюри «за создание яркого и оригинального художественного мира» на Открытом российском фестивале анимационного кино в Суздале[2]
- 2004 — главный приз на Международном Московском фестивале детского анимационного кино «Золотая рыбка»[3]
- 2004 — специальный приз жюри на Международном фестивале анимационного кино в Эшпиньо[4]

## Критика и исследования
Режиссёр М. Алдашин, председатель жюри премии «КРОК-2003», отмечая неровности в сюжете фильма, считает, что по уровню трагедии он приближается к Эсхилу и Шекспиру. Алдашин говорит, что режиссёр Ф. Маллой, член жюри «КРОКа», критиковал фильм за традиционность.
Кинокритик Л. Малюкова видит в фильме вариант сюжета о красавице и чудовище. В фильме легенда соединяется с бытом и превращается в человеческую историю, героям которых сострадаешь. Стиль отмечен влиянием лубка, живописи П. Брейгеля Старшего, А. Саврасова, Л. Соломаткина, В. Перова, гравюр П. Пикассо, скульптуры Э. Барлаха.
Киновед Н. Кириллова противопоставляет красоту фильмов Ольшванга «Розовая кукла» и «Про раков» их пессимистическим концовкам.
Преподаватель ВГИКа А. Зайцев ставит фильм в ряд других работ Ольшванга, главная тема которых — трагичность любви. Внутреннему миру персонажей соответствует царапанное изображение, дающее эффект нервозности.
И Малюкова, и Зайцев объединяют «Про раков» с другим фильмом Ольшванга «Со вечора дождик» в «драматическую дилогию».